# Afrotysonia pilosicaulis
Afrotysonia pilosicaulis là loài thực vật có hoa trong họ Mồ hôi. Loài này được R.R.Mill mô tả khoa học đầu tiên năm 1986.